# 列支敦士登國徽
列支敦士登國徽又為大公徽。中心圖案為一盾徽，分為四個象限：第一個象限代表了西里西亞。四黃四黑橫條被綠色冠形斜條穿過，代表庫恩林格家族。紅白盾代表特羅泡公國，而鳥身女妖代表里特堡。中間黃紅小盾為家族紋徽。下面的獵號代表亞格恩多夫公國。
盾徽圍以斗蓬，上有大公冠冕。另有小國徽，為家徽頂著冠冕。